# Uhorská Ves
Uhorská Ves és un poble i municipi d'Eslovàquia que es troba a la regió de Žilina, al centre-nord del país.

## Història
La primera menció escrita de la vila es remunta al 1230.

## Demografia
| Godina             | 1994 | 2004   | 2014   | 2024    |
| ------------------ | ---- | ------ | ------ | ------- |
| Nombre de persones | 437  | 433    | 471    | 573     |
| Diferència         |      | −0,91% | +8,77% | +21,65% |

| Godina             | 2023 | 2024   |
| ------------------ | ---- | ------ |
| Nombre de persones | 576  | 573    |
| Diferència         |      | −0,52% |